# ジョーダン・ロマノ
- ジョーダン・ロマーノ

ジョーダン・ロバート・ロマノ（Jordan Robert Romano, 1993年4月21日 - ）は、カナダ連邦オンタリオ州マーカム出身のプロ野球選手（投手）。右投右打。MLBのフィラデルフィア・フィリーズ所属。メディアによっては「ロマーノ」と表記されることもある。
ブルージェイズの球団連続セーブ記録保持者（31）。

## 経歴

### プロ入りとブルージェイズ時代
2014年のMLBドラフト10巡目（全体294位）でトロント・ブルージェイズから指名され、プロ入り。契約後、傘下のルーキー級ガルフ・コーストリーグ・ブルージェイズでプロデビュー。アパラチアンリーグのルーキー級ブルーフィールド・ブルージェイズでもプレーし、2球団合計で13試合に登板して1勝1敗、防御率1.93、34奪三振を記録した。
2015年はトミー・ジョン手術を受けたため、全休した。
2016年はA級ランシング・ラグナッツでプレーし、15試合（先発14試合）に登板して3勝2敗、防御率2.11、72奪三振を記録した。
2017年はシーズン開幕前の3月に開催された第4回ワールド・ベースボール・クラシック（WBC）のイタリア代表に選出された。シーズンではA+級ダニーデン・ブルージェイズでプレーし、28試合（先発26試合）に登板して7勝5敗、防御率3.39、138奪三振を記録した。
2018年はAA級ニューハンプシャー・フィッシャーキャッツとAAA級バッファロー・バイソンズでプレーし、2球団合計で26試合に先発登板して12勝8敗、防御率4.11、128奪三振を記録した。オフの12月13日にルール・ファイブ・ドラフトでシカゴ・ホワイトソックスから指名され、同日中に金銭トレードで、テキサス・レンジャーズへ移籍した。
2019年3月23日、ルール・ファイブ・ドラフトの規約でブルージェイズに戻ることになった。開幕はAAA級バッファローで迎えた。6月12日にメジャー契約を結んでアクティブ・ロースター入りした。同日のボルチモア・オリオールズ戦でメジャーデビュー。
2020年7月24日のタンパベイ・レイズとのシーズン開幕戦にリリーフ登板すると、1回を無失点に抑えメジャー初勝利を収めた。
2021年シーズンは開幕からブルペンの一角を担い、シーズン途中からは抑え投手として起用された。7月30日のカンザスシティ・ロイヤルズ戦にて守備の際に膝を負傷したが、この怪我を押してシーズン閉幕まで投げ抜いた。シーズン終盤は20試合連続セーブを記録して、シーズンを終えた。最終的に62試合に登板し、防御率2.14、7勝1敗23セーブという成績を残し、ブレイクを果たした。オフに、左膝半月板の修復手術を行った。
2022年4月11日のニューヨーク・ヤンキース戦でセーブを挙げ、前年から続く連続セーブ成功数が26となり、従来のトム・ヘンキーの25を更新して、ブルージェイズの球団記録となった。その後も記録を更新し続けたが、4月24日のアストロズ戦延長戦タイブレークでの10回にジェレミー・ペーニャからサヨナラ本塁打を記録され、連続セーブ記録は31で途切れた。4月は12試合に登板し、1勝1敗10セーブ、防御率1.59という成績を残し、自身初となるリリーバー・オブ・ザ・マンスを受賞した。7月17日に辞退選手の代替としてオールスターゲームに初選出された。ただし、オールスターゲームには登板することはなかった。最終的に63試合に登板し、5勝4敗、防御率2.11という成績で、セーブ数はリーグ3位となる36セーブを記録した。またリリーバー・オブ・ザ・マンスを前述の4月度のほか、7月度にも受賞した。オフの12月6日には自身初めてティップ・オニール賞を受賞した。
2023年は前半戦を36.2回を投げ、奪三振47、防御率2.95、ガーディアンズのエマヌエル・クラセと同数でリーグ1位の25セーブを記録した。7月9日に辞退したフランバー・バルデスの代替選手として、2年連続2度目となるオールスターゲームに選出された。
2024年シーズンは15試合で防御率6.59と不振に陥った。7月3日に肘の手術を受けその後シーズンでの登板はなかった。11月22日にノンテンダーFAとなった。

### フィリーズ時代
2024年12月9日にフィラデルフィア・フィリーズと1年850万ドルで契約を結んだ。

## 選手としての特徴
平均97.6mph（約157.1km/h）・最速101.4mph（約163.2km/h）を計測するフォーシームとスライダーで組み立てる。

## 詳細情報

### 年度別投手成績
| 年 度    | 球 団    | 登 板 | 先 発 | 完 投 | 完 封 | 無 四 球 | 勝 利 | 敗 戦 | セ 丨 ブ | ホ 丨 ル ド | 勝 率 | 打 者 | 投 球 回 | 被 安 打 | 被 本 塁 打 | 与 四 球 | 敬 遠 | 与 死 球 | 奪 三 振 | 暴 投 | ボ 丨 ク | 失 点 | 自 責 点 | 防 御 率 | W H I P |
| -------- | -------- | ----- | ----- | ----- | ----- | -------- | ----- | ----- | -------- | ----------- | ----- | ----- | -------- | -------- | ----------- | -------- | ----- | -------- | -------- | ----- | -------- | ----- | -------- | -------- | ------- |
| 2019     | TOR      | 17    | 0     | 0     | 0     | 0        | 0     | 2     | 0        | 5           | .000  | 75    | 15.1     | 17       | 4           | 9        | 0     | 4        | 21       | 0     | 0        | 14    | 13       | 7.63     | 1.70    |
| 2020     | TOR      | 15    | 0     | 0     | 0     | 0        | 2     | 1     | 2        | 5           | .667  | 57    | 14.2     | 8        | 2           | 5        | 0     | 0        | 21       | 0     | 0        | 3     | 2        | 1.23     | 0.89    |
| 2021     | TOR      | 62    | 0     | 0     | 0     | 0        | 7     | 1     | 23       | 5           | .875  | 253   | 63.0     | 41       | 7           | 25       | 0     | 1        | 85       | 2     | 0        | 17    | 15       | 2.14     | 1.05    |
| 2022     | TOR      | 63    | 0     | 0     | 0     | 0        | 5     | 4     | 36       | 3           | .556  | 258   | 64.0     | 44       | 4           | 21       | 4     | 4        | 73       | 0     | 0        | 18    | 15       | 2.11     | 1.02    |
| 2023     | TOR      | 59    | 0     | 0     | 0     | 0        | 5     | 7     | 36       | 2           | .417  | 248   | 59.0     | 48       | 6           | 24       | 5     | 2        | 72       | 0     | 1        | 20    | 19       | 2.90     | 1.22    |
| 2024     | TOR      | 15    | 0     | 0     | 0     | 0        | 1     | 2     | 8        | 0           | .333  | 62    | 13.2     | 16       | 4           | 4        | 1     | 1        | 13       | 0     | 0        | 10    | 10       | 6.59     | 1.46    |
| MLB：6年 | MLB：6年 | 231   | 0     | 0     | 0     | 0        | 20    | 17    | 105      | 20          | .541  | 953   | 229.2    | 174      | 27          | 88       | 10    | 12       | 285      | 2     | 1        | 82    | 74       | 2.90     | 1.14    |

- 2024年度シーズン終了時

### MLBポストシーズン投手成績
| 年 度     | 球 団     | シ リ ｜ ズ | 登 板 | 先 発 | 勝 利 | 敗 戦 | セ ｜ ブ | 打 者 | 投 球 回 | 被 安 打 | 被 本 塁 打 | 与 四 球 | 敬 遠 | 与 死 球 | 奪 三 振 | 暴 投 | ボ ｜ ク | 失 点 | 自 責 点 | 防 御 率 |
| --------- | --------- | ----------- | ----- | ----- | ----- | ----- | -------- | ----- | -------- | -------- | ----------- | -------- | ----- | -------- | -------- | ----- | -------- | ----- | -------- | -------- |
| 2022      | TOR       | ALWC        | 1     | 0     | 0     | 1     | 0        | 10    | 1.2      | 4        | 0           | 1        | 1     | 0        | 4        | 0     | 0        | 2     | 2        | 10.80    |
| 2023      | TOR       | ALWC        | 1     | 0     | 0     | 0     | 0        | 6     | 1.1      | 1        | 0           | 0        | 0     | 1        | 1        | 0     | 0        | 0     | 0        | 0.00     |
| 出場：2回 | 出場：2回 | 出場：2回   | 2     | 0     | 0     | 1     | 0        | 16    | 3.0      | 5        | 0           | 1        | 1     | 1        | 5        | 0     | 0        | 2     | 2        | 6.00     |

- 2024年度シーズン終了時

### 年度別打撃成績
| 年 度    | 球 団    | 試 合 | 打 席 | 打 数 | 得 点 | 安 打 | 二 塁 打 | 三 塁 打 | 本 塁 打 | 塁 打 | 打 点 | 盗 塁 | 盗 塁 死 | 犠 打 | 犠 飛 | 四 球 | 敬 遠 | 死 球 | 三 振 | 併 殺 打 | 打 率 | 出 塁 率 | 長 打 率 | O P S |
| -------- | -------- | ----- | ----- | ----- | ----- | ----- | -------- | -------- | -------- | ----- | ----- | ----- | -------- | ----- | ----- | ----- | ----- | ----- | ----- | -------- | ----- | -------- | -------- | ----- |
| 2019     | TOR      | 17    | 0     | 0     | 0     | 0     | 0        | 0        | 0        | 0     | 0     | 0     | 0        | 0     | 0     | 0     | 0     | 0     | 0     | 0        | .000  | .000     | .000     | .000  |
| 2021     | TOR      | 62    | 0     | 0     | 0     | 0     | 0        | 0        | 0        | 0     | 0     | 0     | 0        | 0     | 0     | 0     | 0     | 0     | 0     | 0        | .000  | .000     | .000     | .000  |
| 2023     | TOR      | 59    | 0     | 0     | 0     | 0     | 0        | 0        | 0        | 0     | 0     | 0     | 0        | 0     | 0     | 0     | 0     | 0     | 0     | 0        | .000  | .000     | .000     | .000  |
| MLB：3年 | MLB：3年 | 231   | 0     | 0     | 0     | 0     | 0        | 0        | 0        | 0     | 0     | 0     | 0        | 0     | 0     | 0     | 0     | 0     | 0     | 0        | .000  | .000     | .000     | .000  |

- 2024年度シーズン終了時

### 年度別守備成績
| 年 度 | 球 団 | 投手（P） | 投手（P） | 投手（P） | 投手（P） | 投手（P） | 投手（P） |
| 年 度 | 球 団 | 試 合     | 刺 殺     | 補 殺     | 失 策     | 併 殺     | 守 備 率  |
| ----- | ----- | --------- | --------- | --------- | --------- | --------- | --------- |
| 2019  | TOR   | 17        | 3         | 2         | 0         | 1         | 1.000     |
| 2020  | TOR   | 15        | 3         | 2         | 0         | 0         | 1.000     |
| 2021  | TOR   | 62        | 2         | 7         | 0         | 0         | 1.000     |
| 2022  | TOR   | 63        | 2         | 5         | 0         | 0         | 1.000     |
| 2023  | TOR   | 59        | 1         | 5         | 0         | 0         | 1.000     |
| 2024  | TOR   | 15        | 0         | 1         | 0         | 0         | 1.000     |
| MLB   | MLB   | 231       | 11        | 22        | 0         | 1         | 1.000     |

- 2024年度シーズン終了時

### 表彰
- リリーバー・オブ・ザ・マンス：2回（2022年4月・7月）
- ティップ・オニール賞：1回（2022年）

### 記録
MLB
- MLBオールスターゲーム選出：2回（2022年、2023年）
- トロント・ブルージェイズ球団連続セーブ記録：31回[2]

### 背番号
- 68（2019年 - ）

### 代表歴
- 2017 ワールド・ベースボール・クラシック・イタリア代表